# Essie Davis
Essie Davis (Hobart, 19 de enero de 1970) es una actriz australiana, más conocida por sus numerosas participaciones en cine y televisión.

## Biografía
Es hija del artista George Davis.
En 1992 se graduó con un grado en actuación en la prestigiosa escuela australiana National Institute of Dramatic Art NIDA.
En 2002 se casó con el director australiano Justin Kurzel, con quien tuvo gemelas, Stella y Ruby, en 2006.

## Carrera
En 2003 se unió al elenco de la película Girl with a Pearl Earring, donde interpretó a Catharina Bolnes Vermeer, la esposa del artista y pintor neerlandés Johannes Vermeer (Colin Firth), quien pinta a la mucama de la familia Griet (Scarlett Johansson) y cuya pintura lo hace famoso.
En 2011 se unió al elenco principal de la miniserie Cloudstreet, donde interpretó a Dolly Pickles. Ese mismo año se unió al elenco de la serie The Slap, donde interpretó a Anouk, una mujer mayor que sale con el joven el Rhys (Oliver Ackland).
En 2012 se unió al elenco de la serie Miss Fisher's Murder Mysteries, donde interpretó a la detective privada Phryne Fisher.
En 2016 se unió al elenco recurrente de la sexta temporada de la popular serie Game of Thrones, donde interpreta a Lady Crane. En junio de ese mismo año se anunció que Essie se había unido al elenco de la nueva serie The White Princess, donde dará vida a Reina Viuda Isabel Woodville, la madre de Isabel de York (Jodie Comer).

## Filmografía

### Series de televisión
| Año         | Serie                                             | Personaje                    | Notas                   |
| ----------- | ------------------------------------------------- | ---------------------------- | ----------------------- |
| 2025        | The Narrow Road to the Deep North                 | Lynette Maison               | 3 episodios             |
| 2025        | Apple Cider Vinegar                               | Natalie Dal-Bello            | 3 episodios             |
| 2024        | Exposure                                          | Kathy                        | 6 episodios             |
| 2024        | One Day                                           | Alison                       | 4 episodios             |
| 2023        | Faraway Downs: Australia                          | Cath Carney                  | 6 episodios             |
| 2022        | El gabinete de curiosidades de Guillermo del Toro | Nancy Bradley                | 1 episodio              |
| 2019        | Lambs of God                                      | Sister Iphigenia             | 4 episodios             |
| 2018        | True story with Hamish & Andy                     | Dr. Karen                    | 1 episodio              |
| 2017        | The Last Post                                     | Martha Franklin              | 5 episodios             |
| 2017        | Electric Dreams                                   | Vera                         | episodio "Human Is"     |
| 2017        | The White Princess                                | Reina Viuda Isabel Woodville | 6 episodios             |
| 2012 - 2015 | Miss Fisher's Murder Mysteries                    | Phryne Fisher                | 34 episodios            |
| 2016        | Game of Thrones                                   | Lady Crane                   | 3 episodios             |
| 2011        | The Slap                                          | Anouk                        | 8 episodios             |
| 2011        | Cloudstreet                                       | Dolly Pickles                | 3 episodios - miniserie |
| 2002        | Young Lions                                       | Julie Morgan                 | 2 episodios             |
| 2001        | Corridors of Power                                | Sophie                       | episodio # 1.4          |
| 1998        | Murder Call                                       | Judy St. John                | episodio "Deadfall"     |
| 1998        | Kings in Grass Castles                            | Mary Costello                | miniserie               |
| 1997        | Water Rats                                        | Detective Nicola Bourke      | 2 episodios             |

### Películas
| Año  | Título                                        | Personaje           | Notas                                                                                      |
| ---- | --------------------------------------------- | ------------------- | ------------------------------------------------------------------------------------------ |
| 2021 | Nitram                                        | Helen               |                                                                                            |
| 2021 | The Justice of Bunny King                     | Bunny               |                                                                                            |
| 2020 | Miss Fisheer and the Crypt of Tears           | Phryne Fisher       |                                                                                            |
| 2019 | True History of the Kelly Gang                | Ellen Kelly         |                                                                                            |
| 2019 | Babyteeth                                     | Anna                |                                                                                            |
| 2016 | Mindhorn                                      | Patricia Deville    | junto a Julian Barratt, & Andrea Riseborough                                               |
| 2014 | A Poet in New York                            | Caitlin Thomas      | junto a Tom Hollander, Phoebe Fox, Ewen Bremner, Celt Llewelyn Jones & Demetri Goritsas    |
| 2014 | The Babadook                                  | Amelia              | junto a Daniel Henshall, Noah Wiseman, Hayley McElhinney, Benjamin Winspear & Peta Shannon |
| 2011 | Burning Man                                   | Karen               | junto a Matthew Goode, Bojana Novakovic, Rachel Griffiths, Anthony Hayes & Dan Wyllie      |
| 2011 | The Last Time I Saw Michael Gregg             | Lottie              | junto a Wayne Blair, Cate Blanchett, Rhys Muldoon, Zoe Carides & Damon Herriman            |
| 2010 | Legend of the Guardians: The Owls of Ga'Hoole | Marella             | junto a Helen Mirren, Sam Neill, Hugo Weaving, Geoffrey Rush y Miriam Margolyes            |
| 2010 | The Wedding Party                             | Jane                | junto a Josh Lawson, Isabel Lucas, Steve Bisley, Nadine Garner & Kestie Morassi            |
| 2010 | South Solitary                                | Alma Stanley        | junto a Marton Csokas, Miranda Otto, Barry Otto, Reef Ireland & Rohan Nichol               |
| 2008 | Australia                                     | Katherine Carney    | junto a Bryan Brown, Hugh Jackman, Nicole Kidman & Ben Mendelsohn                          |
| 2008 | Hey Hey It's Esther Blueburger                | Grace Blueburger    | junto a Keisha Castle-Hughes, Christian Byers & Russell Dykstra                            |
| 2006 | Charlotte's Web                               | Mrs. Arable         | junto a Kevin Anderson, Dakota Fanning & Julia Roberts                                     |
| 2006 | The Silence                                   | Juliet Moore        | junto a Richard Roxburgh, Emily Barclay, Damian de Montemas, Joel Tobeck & Firass Dirani   |
| 2006 | Sweeney Todd                                  | Juliet Moore        | junto a Ray Winstone, David Warner, Tom Hardy & David Bradley                              |
| 2005 | Isolation                                     | Orla                | junto a Sean Harris, Marcel Iureș, Crispin Letts & John Lynch                              |
| 2003 | The Matrix Revolutions                        | Maggie              | junto a Keanu Reeves, Laurence Fishburne, Carrie-Anne Moss, Monica Bellucci & Ian Bliss    |
| 2003 | Code 46                                       | Doctora             | junto a Samantha Morton, Tim Robbins, Jeanne Balibar & Om Puri                             |
| 2003 | Temptation                                    | Julie               | junto a Colin Friels, Toby Schmitz, Emma Lung & Simon Westaway                             |
| 2003 | Girl with a Pearl Earring                     | Catharina Vermeer   | junto a Colin Firth, Scarlett Johansson, Tom Wilkinson & Cillian Murphy                    |
| 2003 | After the Deluge                              | Beth                | junto a David Wenham, Hugo Weaving, Aden Young & Catherine McClements                      |
| 2003 | The Pact                                      | Helene Davis        | junto a Sigrid Thornton, Robert Mammone, Peter O'Brien, Basia A'Hern & Jamie Croft         |
| 2003 | The Matrix Reloaded                           | Maggie              | junto a Keanu Reeves, Laurence Fishburne, Carrie-Anne Moss, Monica Bellucci & Ian Bliss    |
| 2000 | Halifax f.p: The Spider and the Fly           | Alison Blount       | junto a Rebecca Gibney, Tony Barry & Brett Tucker                                          |
| 1998 | The Sound of One Hand Clapping                | Jean                | junto a Kerry Fox, Kristof Kaczmarek, Jacek Koman & Julie Forsyth                          |
| 1997 | The Ripper                                    | Evelyn Bookman      | junto a Patrick Bergin, Gabrielle Anwar, Samuel West, Michael York & Peter Hardy           |
| 1997 | The Two-Wheeled Time Machine                  | Joven Alice         | corto - junto a Ron Blair, Jennifer Cloher & Matt Day                                      |
| 1997 | Blackrock                                     | Detective Gilhooley | junto a Linda Cropper, Justine Clarke, Jessica Napier, Bojana Novakovic & John Howard      |
| 1996 | River Street                                  | Wendy Davis         | junto a Aden Young, Tammy MacIntosh, Joy Smithers & Suzi Dougherty                         |
| 1996 | Lilian's Story                                | Zara                | junto a Toni Collette, Barry Otto & Jeff Truman                                            |
| 1995 | Dad and Dave: On Our Selection                | Kate                | junto a Geoffrey Rush, Ray Barrett, Barry Otto, Celia Ireland & David Field                |
| 1993 | The Custodian                                 | Jilly               | junto a Anthony LaPaglia, Hugo Weaving, Barry Otto & Naomi Watts                           |

### Videojuegos
| Año  | Título           | Personaje | Notas                           |
| ---- | ---------------- | --------- | ------------------------------- |
| 2003 | Enter the Matrix | Maggie    | prestó su voz para el personaje |

### Teatro[13]
| Año        | Título                   | Personaje       | Director          | Teatro                 | Notas                                                                   |
| ---------- | ------------------------ | --------------- | ----------------- | ---------------------- | ----------------------------------------------------------------------- |
| 2009       | Tot Mom                  | -               | Steven Soderbergh | Wharf Theatre          | junto a Wayne Blair, Zoe Carides, Rhys Muldoon & Damon Herriman         |
| 2008       | Cat on a Hot Tin Roof    | Maggie          | Gale Edwards      | Victorian Arts Centre  | junto a Martin Henderson, Gary Files y Chris Haywood                    |
| 2004       | Jumpers                  | Dorothy         | -                 | Picadilly Theatre      | junto a Simon Russell Beale                                             |
| 2002       | A Streetcar Named Desire | Stella Kowalski | Trevor Nunn       | Royal National Theatre | junto a Glenn Close, Iain Glen & Robert Pastorelli                      |
| 2001       | The School for Scandal   | -               | Judy Davis        | Drama Theatre          | junto a Brandon Burke, Lynette Curran, Colin Friels & Toby Schmitz      |
| 1998       | The Idiot                | -               | Rodney Fisher     | -                      | junto a Zoe Carides, Lech Mackiewicz & Greg Ulfan                       |
| 1994, 1998 | Macbeth                  | -               | Rodney Fisher     | -                      | junto a Laurence Coy, Nathan Page, Jeremy Sims & John Walter            |
| 1996       | Night On Bald Mountain   | -               | Neil Armfield     | Belvoir St. Theatre    | junto a Ralph Cotterill, Barry Otto, Gillian Jones & Steve Rodgers      |
| 1996       | A View From the Bridge   | Catherine       | Adam Cook         | Belvoir St. Theatre    | junto a Mitchell Butel, Gillian Jones & Marshall Napier                 |
| 1994       | The Taming of The Shrew  | -               | John Bell         | Princess Theatre       | junto a Simon Arlidge, Gary Cooper & Christopher Stollery               |
| 1993       | Richard III              | -               | John Bell         | Canberra Theatre       | junto a Gary Cooper, Christopher Stollery & Anna Volska                 |
| 1993       | Hamlet                   | -               | John Bell         | Canberra Theatre       | junto a Simon Arlidge, Grant Bowler, Christopher Stollery & Anna Volska |
| 1993       | Romeo and Juliet         | -               | -                 | -                      | -                                                                       |
| 1992       | Images de Moliere        | -               | Simon Eine        | Parade Theatre         | junto a Cate Blanchett, John Batchelor y Anthony Simcoe                 |

## Premios y nominaciones
| Año  | Categoría                                                                        | Premio                | Serie/Película/Obra                 | Resultado |
| ---- | -------------------------------------------------------------------------------- | --------------------- | ----------------------------------- | --------- |
| 2016 | Most Outstanding Actress                                                         | Logie Award           | Miss Fisher's Murder Mysteries      | Nominada  |
| 2016 | Best Actress                                                                     | Silver Logie Award    | Miss Fisher's Murder Mysteries      | Nominada  |
| 2016 | Best Personality on Australian Television                                        | Gold Logie Award      | Miss Fisher's Murder Mysteries      | Nominada  |
| 2014 | Most Popular Actress                                                             | Silver Logie Award    | Miss Fisher's Murder Mysteries      | Nominada  |
| 2014 | Most Popular Personality on TV                                                   | Gold Logie Award      | Miss Fisher's Murder Mysteries      | Nominada  |
| 2013 | Best Lead Actress in a Television Drama                                          | AACTA Award           | Miss Fisher's Murder Mysteries      | Nominada  |
| 2013 | Best Supporting Actress                                                          | AACTA Award           | Burning Man                         | Nominada  |
| 2012 | Most Outstanding Performance by a Female Actress                                 | ASTRA Award           | Cloudstreet                         | Nominada  |
| 2012 | Most Outstanding Actress                                                         | Silver Logie Award    | The Slap                            | Nominada  |
| 2012 | Best Lead Actress in a Television Drama                                          | AACTA Award           | Cloudstreet                         | Nominada  |
| 2011 | Best Supporting Female Actor                                                     | FCCA Award            | South Solitary                      | Ganadora  |
| 2006 | Best Actress                                                                     | Festival Trophy Award | Isolation                           | Ganadora  |
| 2004 | Best Supporting Actress                                                          | Laurence Oliver Award | A Streetcar Named Desire            | Ganadora  |
| 2003 | Best Actress in a Supporting or Guest Role in a Television Drama or Comedy       | AACTA Award           | After the Deluge                    | Ganadora  |
| 2003 | Best Supporting Actress                                                          | Laurence Oliver Award | A Streetcar Named Desire            | Ganadora  |
| 2003 | Best Actress                                                                     | Tony Award            | Jumpers                             | Nominada  |
| 2000 | Best Performance by an Actress in a Leading Role in a Telefeature or Mini-Series | AFI Award             | Halifax f.p: The Spider and the Fly | Nominada  |
| 1995 | Best Actress in a Supporting Role                                                | AFI Award             | Dad and Dave: On Our Selection      | Nominada  |